# Polycarpa argentata
Polycarpa argentata är en sjöpungsart som först beskrevs av Sluiter 1890.  Polycarpa argentata ingår i släktet Polycarpa och familjen Styelidae. Inga underarter finns listade i Catalogue of Life.